# Vecchio Tommaso
Il Vecchio Tommaso (in estone: Vana Toomas), è uno dei simboli ed il guardiano della città di Tallinn, la capitale dell'Estonia.

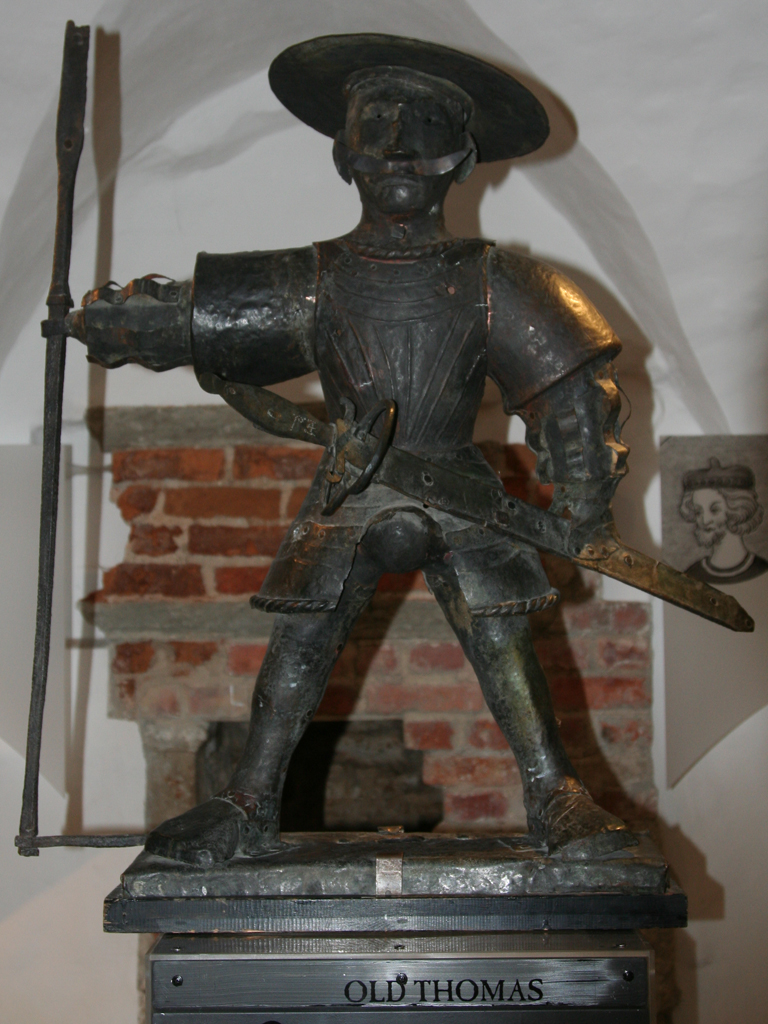
Il Vecchio Tommaso, l'originale del 1530.

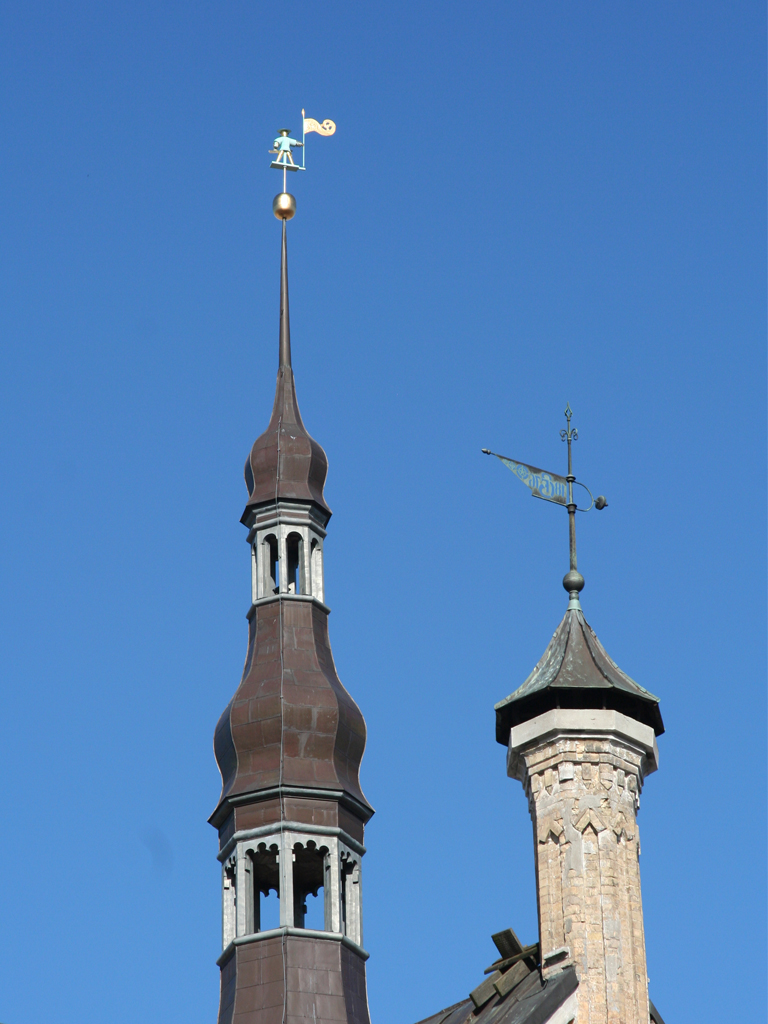
La guglia della torre del Municipio di Tallinn.

Si tratta, in realtà, di una banderuola segnavento che raffigura un vecchio guerriero estone, chiamato appunto Vana Toomas, che fu alloggiato sulla guglia della torre del Municipio di Tallinn, nel 1530.

## Il mito e la leggenda

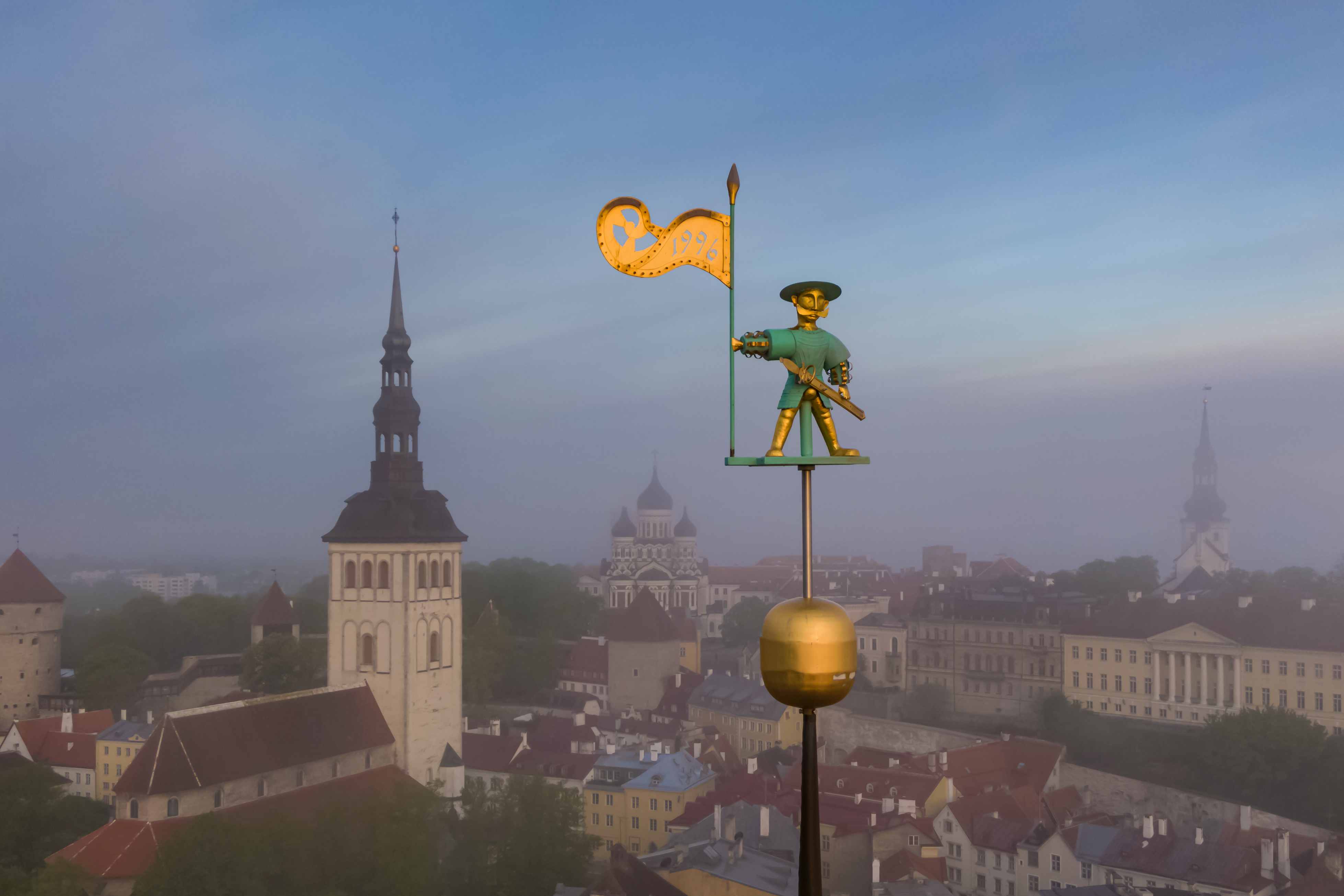
La guglia della torre del Municipio di Tallinn.

Secondo la leggenda, il modello per la banderuola fu un giovane guerriero-contadino che si cottraddistinse nelle competizioni primaverili di tiro con la balestra infuocata, organizzati dall'élite dei tedeschi baltici del tempo, centrando un finto pappagallo in legno e colorato, posto sulla sommità di un'asta.
Impossibilitato a ricevere il premio a causa della sua bassa estrazione sociale, Tommaso fu premiato con il lavoro di guardiano della città a vita. In vecchiaia il buon Tommaso era solito regalare caramelle e dolci ai bambini di passaggio, secondo una locale leggenda estone.
Quando morì, costantemente i piccoli seguitavano a chiedere ai più grandi: "Dov'è il Vecchio Tommaso?"; richiesta questa che legava indissolubilmente a risposte sulla natura della morte. 
Una volta che la banderuola del Vecchio Tommaso fu posta sopra la piazza della città, i genitori poterono raccontare ai più piccoli che il valoroso guerriero dalla cima continuava sempre ad osservarli e quindi, se i bimbi si fossero comportati bene, Tommaso avrebbe fatto trovar loro dolci e caramelle sotto il cuscino. Questa potrebbe essere la fonte della leggenda di Peeping Tom, che fu aggiunta alla storia di Lady Godiva, durante il XVII secolo.
Racchiuso in una campana di vetro, Tommaso continuò a vegliare sulla città di Tallinn e i suoi cittadini allorquando, l'amata banderuola fu colpita insieme alla guglia dai pesanti bombardamenti sovietici sulla capitale estone, durante la guerra, nel marzo 1944.
La cima della torre venne ricostruita nel dopoguerra ed una copia del Vecchio Tommaso fu ricollocata nel 1952.
Di nuovo, nel 1996 la torre venne restaurata, ed una nuova brillante banderuola del Vecchio Tommaso fu alloggiata sulla sommità a far da guardia e simbolo della città estone..

## Attualità
La banderuola segnavento originale è oggi conservata all'interno del Municipio di Tallinn.
La seconda copia del Vecchio, si trova al Museo cittadino di Tallinn.